# Colico
Colico és un municipi situat al territori de la província de Lecco, a la regió de la Llombardia, (Itàlia).
Colico limita amb els municipis de Delebio, Domaso, Dongo, Dorio, Gera Lario, Gravedona ed Uniti, Musso, Pagnona, Pianello del Lario, Piantedo, Tremenico, i Vercana.

## Galeria

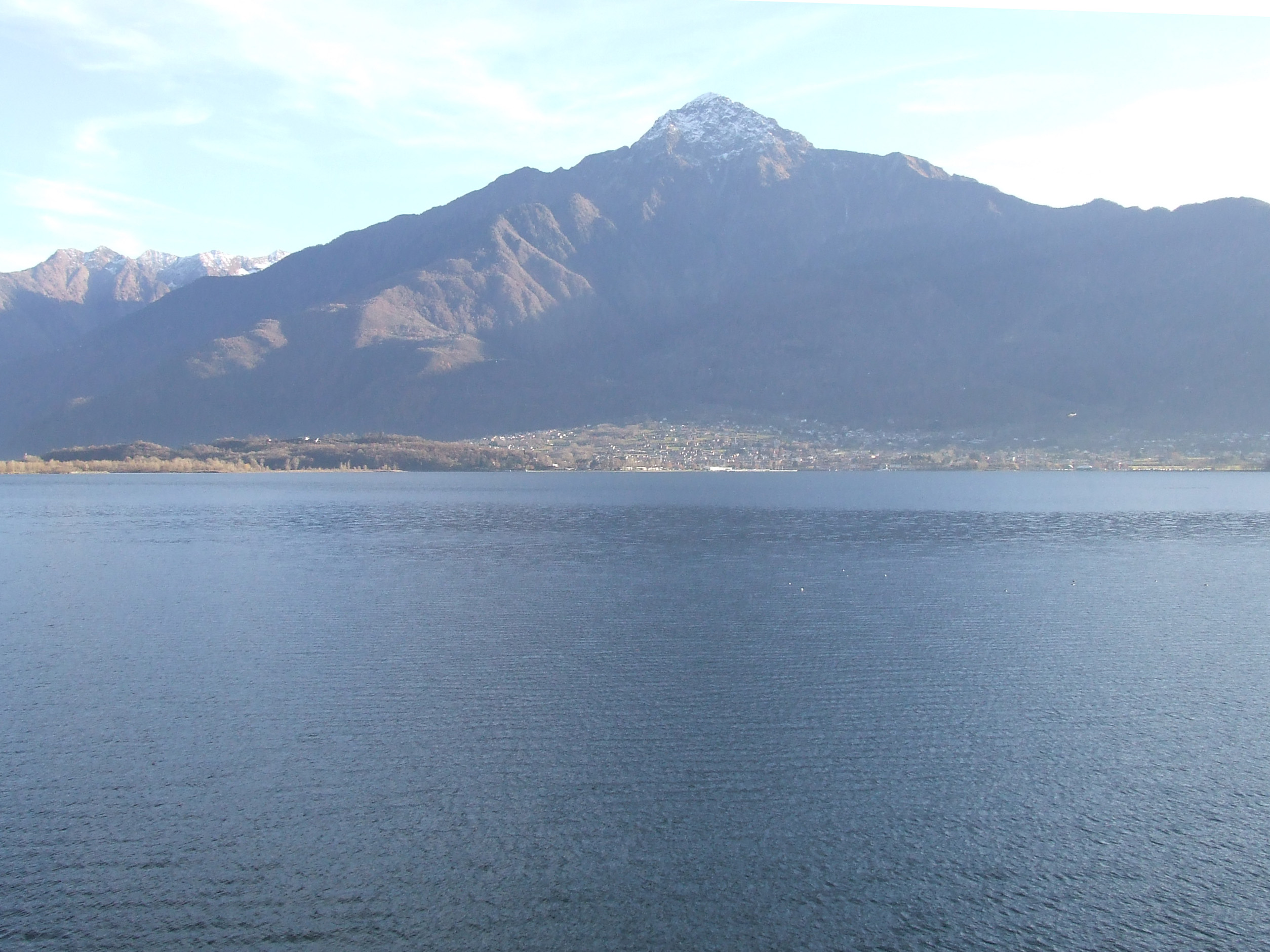
Vista de Colico des de l'altra banda del llac de Como
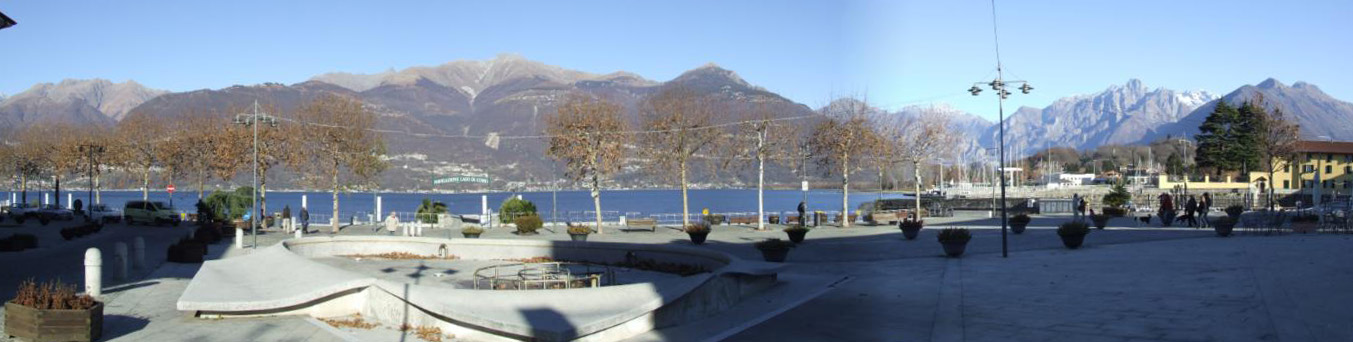
Piazza Garibaldi